# Ultima GTR
Ultima GTR – sportowy samochód osobowy produkowany przez brytyjską firmę Ultima Sports. Dostępny jako 2-drzwiowe coupé. Do napędu użyto silnika V8 o pojemności 5,7 l. Moc przenoszona była na oś tylną poprzez 5-biegową manualną skrzynię biegów.

## Dane techniczne

### Silnik
- V8 5,7 l (5666 cm³), 2 zawory na cylinder, OHV
- Układ zasilania: wtrysk
- Średnica × skok tłoka: 99,00 mm × 92,00 mm
- Stopień sprężania: 10,1:1
- Moc maksymalna: 350 KM (257,3 kW) przy 5600 obr./min
- Maksymalny moment obrotowy: 475 N•m przy 4400 obr./min

### Osiągi
- Przyspieszenie 0-100 km/h: 3,3 s
- Przyspieszenie 0-160 km/h: 8,4 s
- Czas przejazdu pierwszych 400 m: 11,9 s
- Prędkość po przejechaniu pierwszego kilometra: 253 km/h

## Dane techniczne wersji GTR 720

### Silnik
- V8 5,7 l, położony centralnie
- Moc maksymalna: 720 KM

### Osiągi
- Prędkość maksymalna: 370 km/h
- Przyspieszenie 0-100 km/h : 2,6 s